# Roderick Learoyd
Roderick Alastair Brook Learoyd (Folkestone, 5 febbraio 1913 – Rustington, 24 gennaio 1996) è stato un militare e aviatore britannico, decorato con la Victoria Cross a vivente nel corso della seconda guerra mondiale.

## Biografia

### Giovinezza

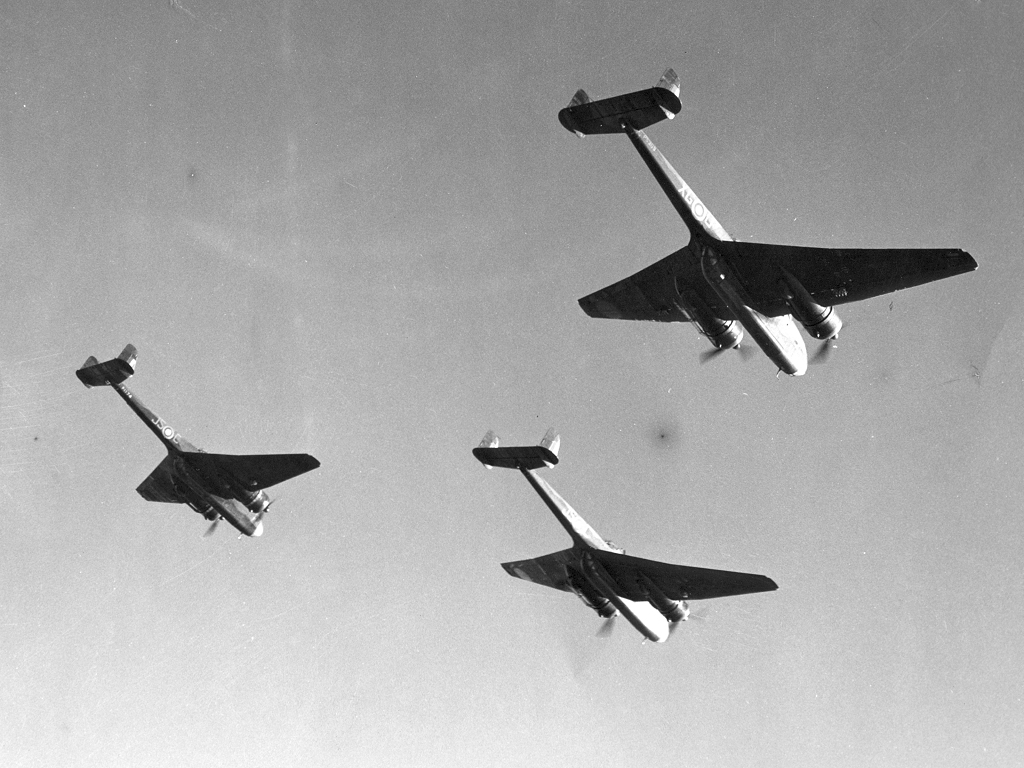
Bombardieri Handley Page Hampden in volo.

Nacque a Folkestone, nel Kent, il 5 febbraio 1913, figlio del maggiore R. B. Learoyd originario di Littlestone. Compì gli studi presso la Hydneye House Preparatory School di Baldstow, Sussex, poi presso il Wellington College e, infine, presso il Chelsea College of Aeronautical and Automobile Engineering. Dopo la fine del ciclo di studi si trasferì in Argentina dove lavorò come frutticoltore per due anni, poi come ingegnere automobilistico.
Rientrato in Patria decise di arruolarsi nella Royal Air Force (RAF), entrandone a far parte nel marzo 1936 con ferma breve. Effettuò l'addestramento preliminare sulla Hamble AST e la sua formazione al servizio presso la RAF Wittering, conseguendo il brevetto di Vice ufficiale pilota interinale il 18 maggio successivo. Venne assegnato al No.49 Squadron RAF, allora equipaggiato con i biplani Hawker Hind, di stanza all'aeroporto di Worthy Down. Il 23 marzo 1937 venne promosso ufficiale pilota.
Nel marzo 1938, il No. 49 Squadron RAF si trasferì nella base di Scampton, dove divenne il primo squadrone ad essere equipaggiato con i bombardieri monoplani Handley Page Hampden B.Mk.I, venendo promosso flight officer il 23 dicembre 1938. Al tempo non si praticava nessun tipo di addestramento al volo notturno o di volo con il carico massimo di bombe presente a bordo: fu solo dopo l'inizio della seconda guerra mondiale che si iniziò ad addestrare per tale tipo di operazioni.

### Durante la seconda guerra mondiale

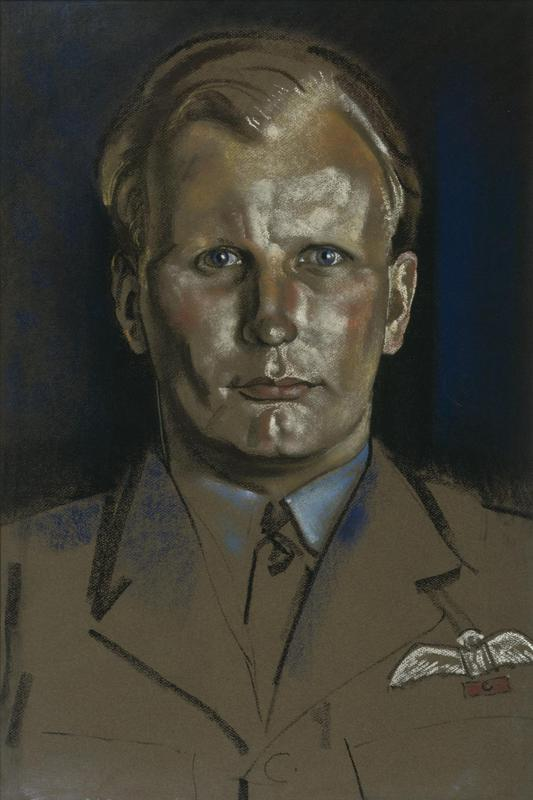
Lo squadron leader R.A.B. Learoyd, VC. dipinto di Eric Kennington (1940) (Art.IWM ART LD 412).

Immediatamente dichiarato operativo allo scoppio delle ostilità con il Terzo Reich, il 1 settembre 1939, lo squadrone venne subito posto in stato di mobilitazione.
Il giorno 3 settembre sei Hampden dello squadrone No.83 e tre del No.49, compreso il suo, decollarono da Scampton per eseguire una sortita di "ricognizione armata" sul Mare del Nord, alla ricerca di navi militari nemiche.
Durante i successivi dieci mesi prese parte ad altre ventitre missioni di bombardamento e a vari altri tipi di operazioni, dimostrandosi un pilota freddo e apparentemente imperturbabile nelle situazioni più pericolose, venendo promosso tenente di squadriglia. Il 12 agosto 1940 undici Handley Page Hampden, sei dello squadrone No.49 e cinque del No.83, vennero incaricati di distruggere un vecchio acquedotto che portava acqua nel canale Dortmund-Ems, a nord di Münster. In quella occasione era decollato a bordo dello Hampden P4403, "EA-M" e il suo equipaggio comprendeva l'ufficiale pilota John Lewis (osservatore), il sergente Walter Ellis (operatore radiotelegrafista-mitragliere) e il Leading aircraftman William Rich (mitragliere ventrale). Con il suo aereo effettuò la corsa finale di bombardamento a una quota di soli 150 piedi, inquadrato dalla luce dei proiettori e dalle raffiche della contraerea che danneggiarono gravemente il velivolo. I proiettili ruppero il circuito idraulico, mettendo fuori uso i flap e il carrello di atterraggio. Sebbene gravi, i danni alle ali non coinvolsero i serbatoi di carburante e consentirono di sganciare correttamente le bombe sul bersaglio. Riuscito a riportare il suo aereo in Inghilterra, decise che effettuare un atterraggio notturno sarebbe stato troppo pericoloso e così sorvolò la base fino alle prime luci dell'alba, atterrando finalmente in sicurezza, senza causare lesioni all'equipaggio o ulteriori danni al proprio aereo.
Degli altri Hampden che effettuarono l'attacco quella notte, due furono distrutti e altri due gravemente colpiti. La ricognizione eseguita poco tempo dopo il raid dimostrò che l'incursione aveva avuto successo ed egli venne insignito della Victoria Cross, la cui motivazione fu pubblicata sulla London Gazette il 20 agosto 1940. L'onorificenza gli venne conferita in un'apposita cerimonia a Buckingham Palace, il 9 settembre 1940. Promosso Squadron Leader, venne esonerato dalle operazioni di volo e nominato assistente personale del Maresciallo capo dell'aria Sir Robert Brooke-Popham. Nel novembre dello stesso anno venne ulteriormente onorato con il conferimento del Freedom of the Borough of New Romney, Kent.
Il 28 febbraio 1941 riprese le operazioni di volo quando venne nominato ufficiale comandante del No.83 Squadron a Scampton, ma nel mese di giugno lasciò l'83 Squadron per assumere l'incarico di Wing Commander Flying della No. 14 Operational Training Unit (OTU) di Cottesmore. Nel mese di dicembre, dopo sei mesi di addestramento, vebbe nominato comandante del No.44 Squadron RAF a Waddington, prima unità operativa equipaggiata con i quadrimotori Avro Lancaster. Era ancora il comandante dello squadrone 44 quando, nell'aprile 1942, uno dei suoi comandanti di volo, John Dering Nettleton guidò una incursione diurna dei Lancaster su Augusta, venendo decorato anch'egli con la Victoria Cross.  Nel mese successivo venne appuntato comandante della No. 25 OUT a Finningley, per ulteriori compiti di addestramento.
Dal 1943 fino alla fine delle ostilità in Europa rimase non operativo, svolgendo incarichi presso il Ministero dell'Aeronautica nel gennaio 1943 e svolse ulteriori incarichi al No.109 OUT nel dicembre 1944 e al No.107 OUT alla fine di marzo 1945.  Nel maggio 1945 ritornò a volare quando si unì al No. 48 (Dakota) Squadron. Un mese dopo si trasferì all'estero, in Africa occidentale, per volare con il No 1314 Flight (Dakota) ad Accra.

### Dopo la guerra
Smobilitato il 14 ottobre 1946, venne trasferito alla RAF Reserve come Wing Commander.
Per i suoi primi tre anni da borghese lavorò presso il Dipartimento dell'Aviazione Civile della Malesia, diventando pilota personale dei successivi governatori della Malesia e, alla scadenza del suo contratto nel 1950, tornò nel Regno Unito accettando un posto di lavoro presso un'azienda di produzione di trattori e costruzioni stradali. Nel gennaio 1953, divenne responsabile delle vendite estere per la Austin Motor Company e rimase in quella mansione fino al proprio pensionamento.
Morì a Rustington, West Sussex il 24 gennaio 1996, all'età di 82 anni, il corpo venne cremato al Worthing Crematorium mentre le ceneri vennero inumate nel settore 34-35 del locale cimitero. Le sue medaglie erano state acquistate da un privato, Michael Ashcroft, nel 1989 ed esposte presso la Ashcroft Gallery, Imperial War Museum di Londra.

### Annotazioni
1. ↑  A condividere il campo di aviazione di Scampton vi era anche il No.83 Squadron RAF che iniziò ad effettuare la transizione dagli Hawker Hind agli Hampden nell'ottobre 1938 e fu completamente riequipaggiato all'inizio di gennaio 1939.
2. ↑  Essa lo rese estremamente popolare tra gli uomini degli equipaggi di Scampton che tenevano "Babe" Learoyd in grande considerazione per la sua "imperturbabilità".
3. ↑  Era assegnato alla PRO Branch, e tenne vari discorsi e conferenze sulla RAF in quello che è stato definito il "Line-Shoot Squadron ".

### Fonti
1. 1 2 3 4 5 6 7 8 9 10 11 12 13 14 15 16 17 18 19 20 21 22 23 24  VConline.
2. 1 2 3  Lewis 1994, p. 33.
3. 1 2 3  Galbiati 2021, p. 113.
4. ↑  Ashwort 2012, p. 256.
5. ↑  Lewis 1994, p. 45.
6. ↑  Lewis 1994, p. 30.